# George Simion
George-Nicolae Simion, född 21 september 1986 i Focșani, är en rumänsk nationalistisk politiker. Han är grundare till och partiledare för Alliansen för rumänsk enhet (AUR).
Simion har studerat ekonomi och historia och har en kandidatexamen från Bukarests universitet samt en masterexamen från Alexandru Ioan Cuza-universitetet i Iași.
2025 kom Simion på andra plats i det rumänska presidentvalet med  46,40 procent av rösterna.